# TV 동의보감
《TV 동의보감》은 ITV 경인방송의 건강정보 프로그램이다.